# Кочанска планина
Кочанска планина (на гръцки: Βουνό Ριζανών) е ниска планина в Гърция, в областта Егейска Македония.

## Описание
Кочанската планина е дълга и тясна планина в източната част на Кукушко, на границата със Сярско. Простира се северно от село Кочан (Ризана, 560 m). На изток е отделена от Лахненските планини с река Кочана, а на запад от Манастиртепе с река Йъкумуз (Ксиропотамос), и двете притоци на Струма.
Скалите на планината са гнайси.
Изкачването на Тумба става за около 2 часа от село Кочан (Ризана).
| Име          | Име             | Височина | Местоположение        |
| ------------ | --------------- | -------- | --------------------- |
| Тумба        | Τούμπα          | 638 m    | С над Кочан (Ризана)  |
|              | Καμηλοκορυφές   | 556 m    |                       |
| Кочан, Пилаф | Κότσανα, Πιλάφι | 610 m    | СИ над Кочан (Ризана) |
|              | Μύτακας         | 610 m    |                       |